# Tranciato di legno
Il tranciato di legno consiste in fogli estremamente sottili risultato della tranciatura delle assi di massello; è detto anche impiallacciatura, piallaccio o rimesso.

## Informazioni generali
Nella tecnica della fabbricazione e lavorazione del legno vengono definiti 'tranciati' fogli di legno estremamente sottili (fino ad un minimo di 2 decimi di millimetro) ottenuti dal taglio orizzontale rotativo dei tronchi. I tranciati vengono utilizzati per essere applicati a supporti di vario tipo come compensato, lamellare, mdf, listellare, tamburato o masselli in legno meno nobile, per produrre componenti per la fabbricazione di oggetti finiti, come mobili o elementi di arredo, che abbiano un aspetto simile al massello, ma con minori costi, maggiore resistenza ai tarli, maggiore leggerezza e anche, in un certo senso, maggiore stabilità se ben costruiti; il massello infatti tende nel tempo a muoversi ed imbarcarsi di più. Differenza particolarmente utile nella fabbricazione delle porte.
Riguardo alla valutazione dell'impatto ecologico, limitatamente allo sfruttamento delle risorse naturali, si può affermare che la tecnica dei tranciati è ovviamente più efficiente se si utilizza il legno proveniente da coltivazioni di alberi a piantagione continua. 
La tranciatura viene effettuata di solito seguendo la lunghezza del tronco dopo che questo è stato trattato (effettivamente 'cotto') al vapore; tale tecnica evita produzione di segatura.

## Tipi di tranciatura

### Tranciatura sul largo
Il tronco viene prima squadrato tramite una segatronchi a carrello e poi sottoposto a tranciatura in direzione parallela ad una delle facce, ottenendo tranciato che, incontrando tangenzialmente le fibre del legno, descrive dei disegni a V rovesciata detti fiammati.

### Tranciatura alla francese
Il tronco viene diviso con segatronchi a carrello in quattro parti, o con delle grosse lame circolari in tre spicchi, e ogni quarto (o ogni terzo) viene tranciato parallelamente al raggio mediano di ogni parte, ottenendo tranciato che, incontrando radialmente le fibre del legno, ne ottiene disegni a fibra parallela detti rigati (tale metodo è applicabile solo ai tronchi di grande dimensione).

### Tranciatura alla svedese
Il tronco viene diviso come nella tranciatura alla francese, ma tranciato perpendicolarmente al raggio mediano di ogni quarto, ottenendo tranciati fiammati.

### Tranciatura all'italiana
Il tronco viene tagliato in due metà a mezzaluna e dopo il taglio delle quattro punte viene tranciato dal lato stretto fino al cuore, e poi da questo al lato stretto opposto, ottenendo tranciato che incontrerà le fibre del legno prima in modo tangenziale ottenendo tranciati semifiammati e poi rigati e poi di nuovo semifiammati (tale sistema aumenta la quantità di rigato sui tronchi piccoli).

## Lavorazione del tranciato
Successivamente alla tranciatura il legno viene essiccato, un tempo all'aria, oggi in essiccatoi meccanici a una temperatura che lo asciuga in pochi minuti. Alcuni essiccatoi moderni letteralmente "stirano" il tranciato riducendone le innervature; dopo un periodo di riposo che permette il raffreddamento e un'ulteriore "stiratura", le parti ancora nervate (ossate) possono essere spianate in apposite presse.
Il tronco così tranciato viene poi grossolanamente refilato di lato e di testa, riunito in pacchi di 32 fogli dello spessore più comune, che è il 5/10 di mm, o in numero diverso se di diverso spessore, e numerato pacco per pacco. Da un tronco si ottengono più biglie, ovvero più parti di tronco: due per i tronchi piccoli fatti sul largo o all'italiana, tre o quattro biglie per quelli alla francese o alla svedese. Ma possono essere anche molte di più se il tronco è grosso ed è stato tagliato in più pezzi: primo fusto, secondo fusto, terzo, eccetera, dalla radice alla cima dello stesso e poi tranciato.
Il tranciato può avere caratteristiche particolari quando è ricavato da parti speciali del tronco come le piume, ovvero la biforcazione superiore del fusto in due rami, dove la parte centrale del foglio di tranciato descrive spesso una sfumatura della fibra a forma appunto di piuma; le radiche, ovvero le parti rotonde che talvolta emergono dal fusto del tronco e che segnano una serie di occhiellature e disegni che possono essere meglio tranciati con la sfogliatrice; i peduli ricavati dalle radici di alcuni tronchi; le marezzature o frisé che sono ricavate da accavallamenti delle fibre dovute, si dice, a venti che colpiscono regolarmente i tronchi durante l'accrescimento primaverile; ed infinite altre.
Il tranciato, venduto in genere a biglia oppure a tronco intero, viene poi giuntato in fogli delle dimensioni desiderate dagli utilizzatori stessi.

## Impiallacciatura
Per eseguire l'operazione di impiallacciatura dei pannelli è necessario aggiuntare con accostamento sui bordi un certo numero di tranciati prelevati ordinatamente da uno stesso pacco (detti doghe).
Le fasi di lavorazione sono le seguenti:
- Intestatura: fase di taglio delle teste dei pacchi di tranciato perpendicolarmente al senso della vena del legno.
- Rifilatura: fase di taglio dei pacchi di tranciato parallelamente al senso della vena del legno.
- Aggiunzione a filo: aggiunzione dei fogli di tranciato tramite un filo termocollante.
- Aggiunzione a colla: aggiunzione dei fogli di tranciato tramite colla.
- Aggiunzione a carta: aggiunzione dei fogli di tranciato tramite carta (utilizzata per la produzione di intarsi).

La disposizione dei tranciati per formare un pannello può avvenire nei seguenti modi:
- parallela o a correre (ogni foglio viene disposto con il bordo di destra contro il bordo di sinistra del successivo)
- baciata o a libro o aperta (ogni foglio viene disposto con il bordo di destra contro il bordo di destra del successivo)

Nel primo caso si possono utilizzare anche tranciati provenienti da tronchi diversi dello stesso tipo e si parla di giuntati a doghe.
Nel secondo caso di parla di tranciati figurati che vengono giuntati anche per accoppiare le parti semifiammate, rigate e fiammate di uno stesso tronco sul pannello per omogeneità di colore e fibra.